# Carena de la Roca

La Carena de la Roca, respecte del terme de Granera

La Carena de la Roca és una formació muntanyosa del terme municipal de Granera, al Moianès.
Està situada a l'extrem occidental del terme, al nord-est de la masia de la Roca i a l'esquerra del torrent de la Roca. En el seu vessant nord s'estén la Baga de la Roca.